# Абрамовиц, Макс
Макс Абрамовиц (англ. Max Abramovitz; 23 мая 1908, Чикаго — 12 сентября 2004, Паунд Ридж, Нью-Йорк) — американский архитектор.

## Биография
Макс Абрамовиц родился 23 мая 1908 года в городе Чикаго в семье еврейских иммигрантов из Румынии. В 1929 году окончил Иллинойсский университет в Урбане-Шампейне, факультет архитектуры. В 1931 году окончил магистратуру в архитектурной школе Колумбийского университета. Два года учился в Школе изящных искусств в Париже.
Вернувшись в Соединённые Штаты Америки М. Абрамовиц стал партнёром Уоллеса Кёркмена Харрисона, вместе с которым основал архитектурную фирму «Harrison & Abramovitz», где проработал с 1941 по 1976 год. 
В 1961 году он получил Римскую премию. 
В 1970 году архитектор защитил докторскую степень в Иллинойсском университете в Урбане-Шампейне.
Макс Абрамовиц скончался 12 сентября 2004 года в городе Нью-Йорке.

## Избранные реализованные проекты
- Avery Fisher Hall (в Линкольн-центре, изначально филармонии), Нью-Йорк (1962)
- Храм Бейт Сион, Буффало, Нью-Йорк (1967)
- Тур Ган, La Defense, Париж, Франция (1974)
- Научно-исследовательский центр Университета Питтсбурга (1974)
- Площадь Капитолия, Колумбус, штат Огайо (1984)